# Carlo Marcelin
Pour les articles homonymes, voir Marcelin.
Carlo Marcelin est un joueur, entraîneur et dirigeant haïtien de football, né le 10 septembre 1971 à Léogâne.

## Biographie

### Joueur
Évoluant en tant que milieu de terrain au sein de l'AS Cavaly, Carlo Marcelin est également international haïtien de 1992 à 2000. Il a l'occasion de disputer les éliminatoires des Coupes du monde de 1994 (1 match), 1998 (3 matchs) et 2002 (8 matchs), ainsi que la Gold Cup 2000 où il prend part aux rencontres face au pays hôte (défaite 3-0) et au Pérou (1-1).

### Entraîneur
Marcelin prend en charge l'équipe d'Haïti en 2004 lors d'un match amical de prestige – nommé pour l'occasion match de la paix – face au Brésil de Cafu, Roberto Carlos, Ronaldo, Ronaldinho et consorts.
Il reste près de deux ans aux commandes des Grenadiers d'Haïti, qu'il dirige durant les qualifications aux Coupes caribéennes de 2005 et 2007. Il revient en 2011 afin d'exercer un intérim face à Antigua-et-Barbuda lors des éliminatoires de la Coupe du monde 2014.

### Dirigeant
Remplacé fin 2006 par le Cubain Armelio Luis García à la tête de la sélection nationale, Marcelin est promu DTN puis secrétaire général de la FHF en janvier 2012, fonction qu'il exerce aujourd'hui.